# Tillandsia mima
Tillandsia mima är en gräsväxtart som beskrevs av Lyman Bradford Smith. Tillandsia mima ingår i släktet Tillandsia och familjen Bromeliaceae.

## Underarter
Arten delas in i följande underarter:
- T. m. chiletensis
- T. m. mima